# Jingyang (sockenhuvudort i Kina, Hubei Sheng, lat 32,95, long 109,80)
Jingyang (kinesiska: 景阳, 景阳乡) är en sockenhuvudort i Kina. Den ligger i provinsen Hubei, i den centrala delen av landet, omkring 500 kilometer nordväst om provinshuvudstaden Wuhan. Antalet invånare är 28 423. Befolkningen består av 13 184 kvinnor och 15 239 män. Barn under 15 år utgör 16,0 %, vuxna 15-64 år 74 %, och äldre över 65 år 8,0 %.
Runt Jingyang är det ganska tätbefolkat, med 120 invånare per kvadratkilometer. Jingyang är det största samhället i trakten. I omgivningarna runt Jingyang växer i huvudsak blandskog.
Genomsnittlig årsnederbörd är 1 051 millimeter. Den regnigaste månaden är september, med i genomsnitt 173 mm nederbörd, och den torraste är december, med 4 mm nederbörd.